# يوري لاليتش
يوري لاليتش (بالكرواتية: Jure Lalić) مواليد 8 فبراير 1986 في ماكارسكا، جمهورية كرواتيا الاشتراكية، هو لاعب كرة سلة كرواتي. بدأ مسيرته الاحترافية في سنة 2004. يلعب مع إم زد تي سكوبيه كلاعب وسط. يبلغ طوله 6 قدم 11 بوصة (2.1 م).

## المسيرة الاحترافية
لعب مع زادار من سنة 2004 إلى 2008، ثم لعب مع سبيرو شارلوروا من سنة 2008 إلى 2010، ثم لعب مع أوليمبيا في سنة 2010، ثم لعب مع سيبونا في موسم 2010–2011، ثم لعب مع كركا في موسم 2012–2013، ثم لعب مع أكاديميك في موسم 2013–2014، ثم لعب مع سيبونا في موسم 2014–2015، ثم لعب مع جلونا غورا في سنة 2015.

## روابط خارجية
- يوري لاليتش على موقع الاتحاد الدولي لكرة السلة (الإنجليزية)
- يوري لاليتش على موقع الدوري الأوروبي لكرة السلة (الإنجليزية)
- يوري لاليتش على موقع كرة السلة الأوروبية.كوم (الإنجليزية)
- يوري لاليتش على موقع ريلجم (الإنجليزية)
- يوري لاليتش على موقع بروبوليرز (الإنجليزية)
- يوري لاليتش على موقع سبورتس رفرنس (الإنجليزية)